# 周口店河
39°41′03″N 115°58′11″E / 39.6841409°N 115.9696485°E
周口店河是北京地区的一条河流，为大石河的支流。
发源于房山区周口店镇栗园、长沟峪一带，流经周口店乡、石楼镇，于三叉口汇入大石河。全长15公里，流域面积58平方公里。主要支流为马刨泉河，在石楼镇双柳树村汇入。